# Tatsuo Matsumura
Tatsuo Matsumura (jap. 松村 達雄, Matsumura Tatsuo; * 18. Dezember 1914 in Yokohama; † 18. Juni 2005 in Tokio) war ein japanischer Schauspieler.

## Leben
Der renommierte japanische Schauspieler Tatsuo Matsumura fand erst relativ spät den Weg zum Film. Bis ins hohe Alter blieb er dem Medium treu und wirkte in über 50 Produktionen mit. Dabei spielte er ebenso in Historien- und Abenteuerfilmen wie 47 Ronin und Samurai Rebellion (neben Toshirō Mifune), Dramen wie Ame agaru - Die Regenwand weicht und Science-Fiction-Filmen wie Ishirō Hondas Rückkehr des King Kong. Zweimal spielte er unter dem angesehenen Regisseur Akira Kurosawa: 1970 in Dodeskaden und 1993 in Kurosawas letztem Werk, Madadayo. Darin verkörperte er den japanischen Universitätsprofessor und Schriftsteller Hyakken Uchida (1889–1971), der jedes Jahr seine ehemaligen Schüler zu sich einlud und rituell von diesen gefragt wurde, ob es für ihn an der Zeit sei, worauf er stets madadayo (nein, noch nicht) antwortete. Diese Rolle in einem epischen Werk voller sozialgeschichtlichem Kolorit brachte Matsumura eine Nominierung für den Japanese Academy Award als Bester Hauptdarsteller ein. 1995 spielte er achtzigjährig in der kanadisch-japanischen Co-Produktion Hiroshima den japanischen Premier Kantaro Suzuki (1867–1948). 
Besonders populär wurde Matsumura in seiner Heimat durch die Komödien-Reihe Tora-San. Zwischen 1969 und 1995 produzierten die Shochiku-Studios insgesamt 48 Filme dieser Reihe um Torajiro Kuruma, genannt Tora-San, einen an Chaplin erinnernden Tramp in Nöten, der jeweils vom japanischen Komiker Kiyoshi Atsumi dargestellt wurde. In insgesamt acht Filmen zwischen 1972 und 1987 verkörperte Matsumura Oi-chan, den Onkel Tora-Sans.
Am 18. Juni 2005 starb Tatsuo Matsumura in Tokio an Herzversagen.

## Filmografie (Auswahl)
- 1960 Denso Ningen
- 1962 Die Rückkehr des King Kong (Kingukongu tai Gojira/King Kong vs. Godzilla)
- 1967	Samurai Rebellion (Jôi-uchi: Hairyô tsuma shimatsu)
- 1970 Dodeskaden – Menschen im Abseits (Dodesukaden)
- 1972 Otoko wa tsurai yo: Shibamata bojo (Tora-San 9)
- 1972 Otoko wa tsurai yo: Torajiro yumemakura (Tora-San 10)
- 1973 Otoko wa tsurai yo: Torajiro wasurenagusa (Tora-San 11)
- 1973 Otoko wa tsurai yo: Watashi no tora-san (Tora-San 12)
- 1974 Otoko wa tsurai yo: Torajiro koiyatsure (Tora-San 13)
- 1980 Otoko wa tsurai yo: Torajiro kamome uta (Tora-San 26)
- 1982 Verdacht (Giwaku)
- 1983 Tora-San wird Priester (Otoko wa tsurai yo: Kuchibue wo fuku Torajiro) (Tora-San 32)
- 1987 Otoko wa tsurai yo: Torajiro monogatari (Tora-San 39)
- 1993 Madadayo
- 1994 47 Ronin (Shijushichinin no shikaku)
- 1995 Hiroshima
- 1999 Ame agaru - Die Regenwand weicht
- 2004 Gege